# Georg Friedrich Brander
Georg Friedrich Brander (Ratisbona, 28 novembre 1713 – Augusta, 1º aprile 1783) è stato un inventore tedesco.
Importante costruttore di strumenti scientifici, svolse la propria attività ad Augusta, dove pubblicò alcuni testi di meccanica. Numerose corti e accademie europee lo incaricarono di eseguire macchine che lo resero assai celebre.